# Rolf Palm
Rolf Bertil Ingolf Palm, född 20 februari 1930 i Höganäs, död den 28 januari 2018 i Höganäs, var en svensk keramiker och tecknare. 
Tillsammans med Yngve Blixt ställde han ut på Höganäs museum 1958 och tillsammans med Rune Svensson på Olai konstsalong i Norrköping 1960. Han medverkade i några av Höganäs konstförenings samlingsutställningar Kulla-konst, samlingsutställningar med keramik på Höganäs museum och Helsingborgs konstförenings vårsalonger på Vikingsbergs konstmuseum. Som keramiker arbetade Palm främst med unikt stengods med en oxblodsglasyr. Hans produktion består av miniatyrkärl, vaser och humoristiska småfigurer i stengods samt krokiteckningar. Palm är representerad vid bland annat Nationalmuseum. Han är gravsatt i minneslunden på Höganäs kyrkogård.